# Пуцято, Алексей Фёдорович
Алекс Теодорович Пуця́то — первый по времени лже-Романов, выдававший себя за «чудом спасшегося» Цесаревича Алексея Николаевича.

## До начала авантюры
О личности и происхождении первого самозванца известно немного. Видимо, он родился в интеллигентной (возможно дворянской) семье, так как был достаточно образован и начитан. Предположительно мог являться ребёнком ссыльных поляков из Минской губернии в ходе польского восстания 1863-1864 гг. По возрасту, возможно был ровесником Алексея или (по мнению Пьера Жильяра) чуть старше своего царственного тёзки.
Вероятно, его семья бежала от большевиков в Сибирь, и погибла в дороге, попала в тюрьму или просто в суматохе, царившей в то время на дорогах, родственники потеряли друг друга.
Так или иначе, предприимчивый юноша, как видно не раз и не два слышал от местных жителей, что в Екатеринбурге был расстрелян только царь и его слуги, а царица вместе с детьми была тайно вывезена сначала в Пермь, а затем в Вятскую губернию в район Глазова. Или другой вариант — расстреляны были все, но Алексей Николаевич чудом остался жив и где-то скрывается. Потому, будучи глубоко в тылу белых войск, Алексей Пуцято решился на отчаянную авантюру.

## Появление в роли «Цесаревича»
13 сентября 1918 года в Бийск из села Кош-Агача пришла телеграмма за номером 287, адресованная непосредственно главнокомандующему от имени наследника Алексея Николаевича.
Начальник почтово-телеграфной конторы Бийска Горшков, конечно же, заинтересовался необычной телеграммой, и для проверки попытался связаться с полковником Дроздовским в Кош-Агаче 15 сентября в 11 часов утра. Полковник отказался говорить с ним, ссылаясь на занятость, но по мнению современных исследователей, скорее всего просто не доверяя новоявленному «наследнику».
Служащий той же конторы Семёнов, однако, уже успел пообщаться с человеком, пославшим телеграмму, и позднее вспоминал об их разговорах следующим образом.
Неизвестный позвонил ему задолго до начала всей истории, потребовав сведений о поездах, идущих на Омск и о том, всё ли безопасно на железной дороге. Служащий не мог дать ему ответа и получил приказ немедленно узнать на вокзале. Семёнов заинтересовался именем собеседника, но тот отказался говорить, ссылаясь на то, что служащий немедленно донесёт властям. Когда Семёнов, заинтересовавшись этой маленькой тайной, дал ему слово не делать ничего подобного, он услышал:
Я тот, который был заключён в тобольскую тюрьму. Я верю вашему слову, а потому откроюсь, не скрывая ничего. Слушайте меня до конца, но не перебивайте. Я тот, который два года тому назад потерял своих дорогих папу, маму и сестёр. Я тот, который был заключён в тобольскую тюрьму. Я тот, который, несмотря на свои молодые годы, должен был выносить унижения и оскорбления. Я тот, который с помощью друзей бежал в конце концов из Тобольска, воспользовавшись чьими-то документами. Кое-как выучился работать на аппарате, выдержал экзамены и был назначен чиновником в Кош-Агач. Я - цесаревич Алексей! 
Вы не можете себе представить, что только я вытерпел. Все мои коллеги по службе удивлялись, когда я при каждом бранном слове падал в обморок и в течение многих минут лежал без движения. Я не мог видеть, когда начинали при мне есть с ножа, или руками, или раздавляли мух.
Дальше Семёнов слушать не стал, решив, что имеет дело с сумасшедшим, и немедленно дал об этом понять собеседнику, и забыл об услышанном.
Впрочем, тот объявился снова, дал телеграмму на имя Колчака и в очередном разговоре сказал Семёнову:
Веришь или нет теперь ранее сказанным моим словам?.. Теперь я скажу фамилию, под которой я здесь живу. А именно - Алексей Пуцято.
Больше Семёнову общаться с претендентом не довелось. Сомневаясь в полученной информации, Горшков тем не менее по инстанции довёл её до сведения начальника Томского почтово-телеграфного агентства. 17 сентября тот приказал передать все имеющиеся сведения товарищу прокурора Барнаульского окружного суда по Бийскому уезду и уполномоченному командующего войсками Омского военного округа по Бийскому району. 18 сентября Горшков выполнил распоряжение.
23 сентября В. Горшков получил письмо от жены начальника почтово-телеграфного отделения Онгудай Марии Михайловны Фёдоровой, которая умоляла спасти Алексея Пуцято, которому якобы угрожает расстрел по наговору начальника Кош-Агачской конторы Одинцова. Таким образом Одинцов, по её словам, пытался спасти себя от обвинения в подлоге, разоблачённом претендентом. Вследствие этого Одинцов под любым предлогом не желает выпускать Пуцято из Кош-Агача. Горшков передал и эти сведения в Томск и попросил дальнейших распоряжений.
В Омске претендента уже ждали. На вокзале был выстроен почётный караул, который возглавлял военный министр Омского правительства генерал Иванов-Ринов, известный своими монархическими взглядами. По воспоминаниям зрителей, военный оркестр заиграл «Боже, царя храни» и генерал пригласил в свою машину юношу в военной форме без знаков различия.
Вопрос о том, знал ли генерал Иванов, что имеет дело с самозванцем или нет — остаётся открытым. Возможно, в любом случае «Алексея» предполагалось использовать в политической игре. Самозванец устроился со всеми удобствами в дорогой квартире в центре города, и бесконечной чередой потянулись банкеты, молебны, выезды в театр и конечно же, богатые посетители, с радостью готовые жертвовать на нужды новоявленного «цесаревича». По воспоминаниям современников, начальник местного почтового отделения на коленях поднёс новоявленному Цесаревичу хлеб-соль, а окружавшие его люди наперебой заверяли «спасшегося» в своей вечной преданности.

## Разоблачение
По версии Пуцято, ему удалось бежать на одной из станций между Екатеринбургом и Пермью, причём произошло это в 1917 году. Затем его приютили некие «преданные люди», затем он пробирался на восток и, лишь оказавшись в тылу у белой армии, рискнул назвать своё «настоящее имя».
Однако Пуцято очень не повезло: дело в том, что здесь, в Омске, находился бывший преподаватель цесаревича швейцарец Пьер Жильяр.
Жильяр сопровождал царскую семью до Екатеринбурга, там его, и всех сопровождавших, отделили от царских детей, причём на свободе остались только иностранные подданные, все остальные были отправлены в тюрьму. Жильяру и остальным было строго приказано вернуться в Тобольск, но доехать удалось только до Тюмени — в город вступили белые войска.
В дальнейшем Жильяр вернулся в Екатеринбург и, убедившись, что «дом особого назначения» был заколочен и пуст, начал собственное расследование, присоединился к следователю И.Сергееву, а затем сменившему его Николаю Соколову, проводившему официальное дознание о гибели царской семьи. Наступление красных прервало работы, и Жильяру вместе с белой армией пришлось срочно эвакуироваться в Омск, где он остановился во французской миссии.
Вероятно, Колчак опасался волнений, могущих быть следствием слухов о спасённом «Цесаревиче», и потому, чтобы окончательно убедиться — тот ли Пуцято, за кого себя выдаёт, — пригласил Жильяра на очную ставку. Сам швейцарец в своей книге «Трагическая судьба Николая II и его семьи» вспоминал об этом следующим образом:
Генерал Д. сообщил мне, что хочет, чтобы я встретился с «мальчиком, выдающим себя за цесаревича». Я и раньше знал, что по Омску ходят упорные слухи, что цесаревичу удалось остаться в живых, и в конце концов он сам объявился в каком-то городишке на Алтае. Мне рассказали, что местные жители приветствовали его с воодушевлением, школьники организовали сбор пожертвований в его пользу (...). Более того, самому адмиралу Колчаку пришла телеграмма с просьбой оказать содействие претенденту (вскоре после моего ухода добровольно признавшемуся в обмане). Я не обращал на эти слухи никакого внимания.
Опасаясь, что всё это может вызвать смятение, адмирал приказал доставить «претендента» в Омск, а генерал Д. связался со мной, полагая, что моё вмешательство способно разрешить сомнения и положить конец этой истории, всё больше обраставшей домыслами.
Когда дверь в соседнюю комнату слегка приоткрыли, моему взгляду явился мальчик совершенно мне незнакомый, куда выше цесаревича, и более плотного сложения. По виду ему было лет пятнадцать-шестнадцать. Его матросский костюмчик, цвет волос и причёска действительно немного наводили мысль об Алексее Николаевиче, но на этом сходство заканчивалось.
Я доложил о своих выводах генералу Д. Мальчик затем был мне представлен, я задал ему несколько вопросов по-французски, и не получил ответа. Когда я стал настаивать, он ответил, что всё понимает, но у него есть свои причины говорить только по-русски. Тогда я обратился к нему на этом языке <задав несколько вопросов о царской семье>. Это не дало также никаких результатов. Он заявил, что будет говорить только с адмиралом Колчаком лично. Наша встреча на этом закончилась.

Так мне довелось встретиться с первым из претендентов, но я предвидел, что множество ему подобных в течение следующих лет наводнят собой Россию, волнуя и сбивая с толку необразованное и доверчивое крестьянство.

## Дальнейшая жизнь
В конечном итоге, Пуцято ничего не оставалось, как признаться в обмане. Его посадили под арест, но до выяснения всех обстоятельств держали на достаточно привилегированном положении. Через два месяца в город вошли части Красной армии, но среди прочих Алексею Пуцято удалось бежать на Дальний Восток, где он оказался в расположении войск атамана Семёнова и ещё раз попытался сыграть роль «цесаревича».
Впрочем, обмануть Семёнова было не так-то просто. Незадолго до того некий предприимчивый китаец — парикмахер из Маньчжурии — выдавал себя за побочного сына японской императрицы, а некий еврей — за сына генерала Крымова, за что был сечён плетьми и посажен под арест. Так что с новым претендентом Семёнов церемониться не стал и попросту отправил его в тюрьму.
Вскоре Читу заняли партизаны и регулярные части Красной армии, и Пуцято получил свободу, убедив следователя в том, что сидел «как политический заключённый, борец против режима Семёнова». Развивая успех, Пуцято даже сумел вступить в коммунистическую партию и как «прошедший школу тюрем и подпольной борьбы» стал делопроизводителем Военно-политического управления (Военпура) при правительстве Дальневосточной республики. По служебному положению он имел доступ к секретным документам и потому в 1921 год у среди прочих попал под очередную «партийную чистку». И здесь ему снова не повезло: один из членов комиссии опознал в нём «претендента на царский трон», с которым вместе сидел в Читинской тюрьме. Арестован 6 ноября 1933 года в Москве. Тройкой при ПП ОГПУ по Московской области 11 января 1934 года по обвинению «именовал себя царским наследником Алексеем Романовым, распространял слухи о существовании контрреволюционной организации, подготавливающей свержение советской власти» приговорён к 3 годам лагерей. Реабилитирован Прокуратурой гор. Москвы 23 апреля 2001 года. Сведений о дальнейшей судьбе нет.
Возможно, братом Алексея Пуцято является Семён Фёдорович Пуцято, 1907 года рождения, уроженец города Бердичев, красноармеец, служивший в 53-й гвардейской стрелковой дивизии, и убитый в марте 1943 года.